# Xanthorhoe moderata
Xanthorhoe moderata är en fjärilsart som beskrevs av Fletcher 1958. Xanthorhoe moderata ingår i släktet Xanthorhoe och familjen mätare. Inga underarter finns listade i Catalogue of Life.